# Nicolaes Hooft
Nicolaes Hooft (L'Aia, 1664 – L'Aia, 21 gennaio 1748) è stato un pittore e illustratore olandese.

## Biografia
Allievo di Willem Doudijns, Daniel Mijtens II e Augustinus Terwesten, fu attivo all'Aia dal 1684 al 1748.
Realizzò soprattutto opere di soggetto storico, principalmente con la tecnica della pittura a olio.
A causa del suo modo di firmare, le sue opere furono spesso attribuite al pittore paesaggista Jan Hooft.